# Angelo Trevisani

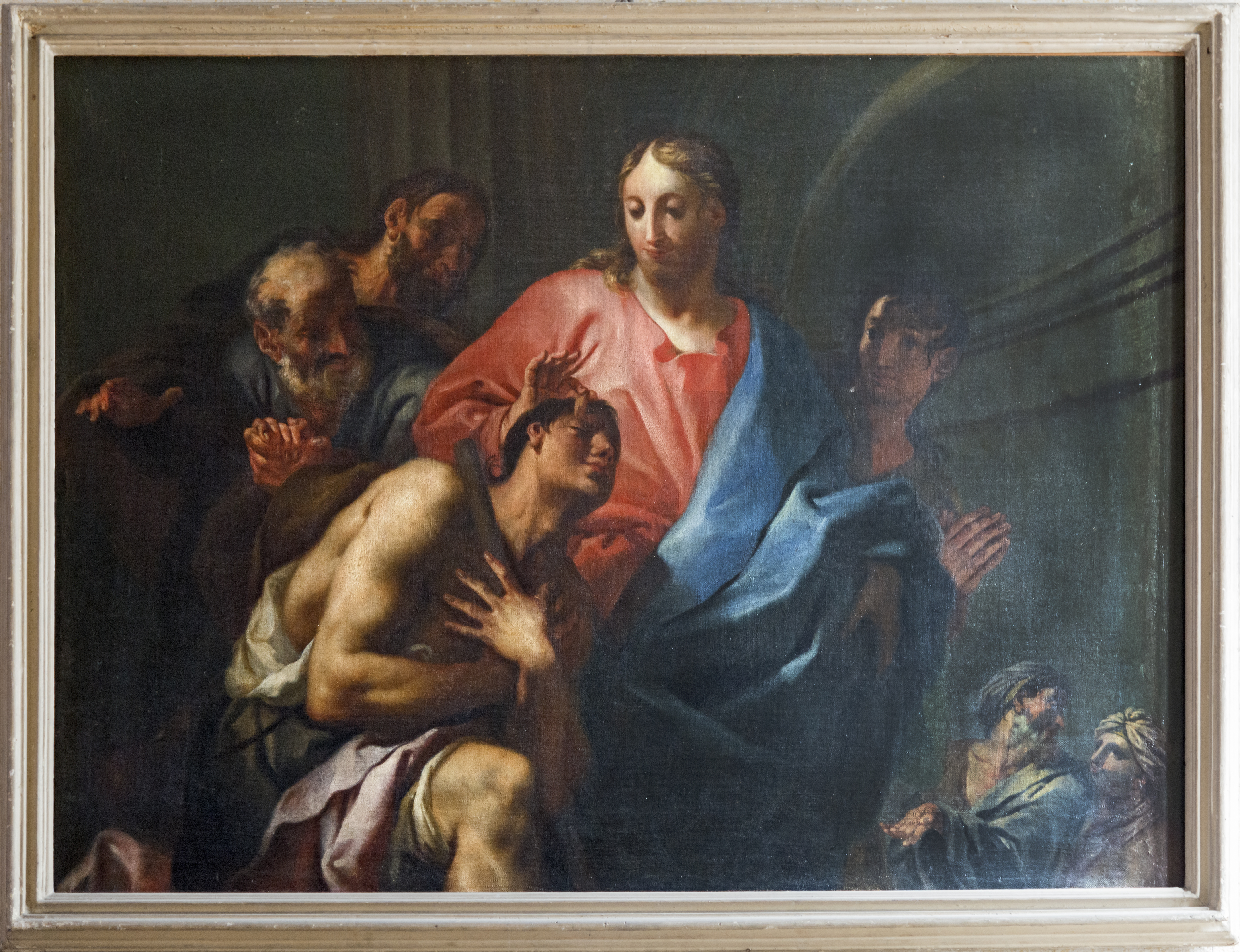
La guarigione del cieco nato, chiesa di San Francesco della Vigna

Angelo Trevisani (Venezia, 1669 ca. – tra il 1753 e il 1755) è stato un pittore italiano.

## Biografia
Fu pittore e incisore del periodo barocco, altrimenti conosciuto come Angelo Trevisan o Angelo Trevisano o Angelo Barbieri. Incerto il luogo di nascita: Venezia, verosimilmente Capodistria come il fratello Francesco Trevisani
Allievo del pittore Andrea Celesti e Antonio Balestra a Venezia, risentì degli influssi di Giovanni Battista Piazzetta e Giovanni Battista Pittoni. La produzione contempla affreschi, ritratti, autoritratti, quadri di soggetti storici e dipinti a carattere religioso.
Fratello di Francesco Trevisani pittore attivo a Roma. Annovera fra i suoi studenti Bartolomeo Nazari.

## Opere

### Lombardia
- 1732, "Cacciata dei mercanti dal Tempio", dipinto, opera commissionata per la chiesa dei Santi Cosma e Damiano di Venezia e oggi esposta nella chiesa parrocchiale di Somaglia.
  - La tela era destinata alla chiesa dei Santi Cosma e Damiano alla Giudecca di Venezia ove rimase fino alla soppressione della chiesa avvenuta nel 1806. Inserita con altri dipinti nei beni francesi, Napoleone la fece trasferire a Parigi. Restituite a Milano le opere d'arte trafugate nel 1809, la tela fu assegnata alla pinacoteca di Brera. Nel 1818 il conte Gian Luca Cavazzi della Somaglia ottenne che fosse depositata e collocata nella parrocchiale di Somaglia.
- XVIII secolo, "Estasi di Santa Teresa del Gesù", lunetta, opera custodita nella chiesa di San Pietro in Oliveto di Brescia.

### Sicilia
- XVIII secolo, "Pietà", dipinto, opera custodita nella chiesa della Sacra Famiglia del Marchese Loffredo di Cassibile.
- XVIII secolo, "Pietà", dipinto, opera documentata nella chiesa delle Anime del Purgatorio di Messina.[1][2]

### Toscana
- XVIII secolo, "Autoritratto", dipinto, opera esposta nella Galleria degli Uffizi di Firenze.

### Veneto
- 1720 - 1730, "Ciclo", dipinti, opere custodite nel santuario della Beata Vergine del Pilastrello di Lendinara:
  - "La giovane Lucia Zante risuscitata durante il suo funerale" (11 febbraio 1592);
  - "La giovane Francesca Bimbato, annegata nel Canalbianco, viene ritrovata viva" (19 luglio 1613);
  - "La giovane Maria Rigo viene resa invisibile a giovani patrizi male intenzionati" (16 maggio 1591);
  - "L'acqua mutata in sangue" (1576);
  - "La città di Lendinara viene preservata dalla pestilenza che infuria in vari luoghi d'Italia e del Polesine" (1630) in sacrestia;[3]
  - "Per intercessione di Giovanni Battista, la Madonna del Pilastrello salva Lendinara da una tremenda rotta dell'Adige" (24 giugno 1677) in sacrestia.[3]
- XVIII secolo, "Ciclo", dipinti, opere custodite nella basilica di San Bellino di San Bellino:
  - "Pala della Natività";
  - "Pala della Crocifissione".
- 1720c., "La guarigione del cieco nato", dipinto, opera custodita nella chiesa di San Francesco della Vigna di Venezia.[4]
- 1721, Martirio di San Tommaso, dipinto, opera custodita nella chiesa di San Stae di Venezia.
- XVIII secolo, "Orazione nell'orto", dipinto, opera custodita nella chiesa di Sant'Alvise di Venezia.[5]
- XVIII secolo, "Ciclo", dipinti, opere custodite nella chiesa di San Pantalon di Venezia:
  - "Cristo ridona la parola a un muto";[6]
  - "Cristo libera un indemoniato".[7]
- XVIII secolo, "San Rocco e San Sebastiano", dipinto, opera custodita nella chiesa di San Vidal di Venezia.[8]
- XVIII secolo, "Visitazione", dipinto, opera custodita nella chiesa di San Zaccaria di Venezia.[9]
- XVIII secolo, "Cacciata dei mercanti dal Tempio", dipinto, opera custodita nelle Gallerie dell'Accademia di Venezia.[10]
- XVIII secolo, "L'iscrizione della famiglia Labia nell'albo d'oro della nobiltà veneziana", affresco, opera presente a Palazzo Labia di Venezia.[11]
- XVIII secolo, "Transito di San Giuseppe", dipinto, opera custodita nella chiesa di villa Fabris Guarnieri di Feltre.[12]

### Opere sparse
- XVIII secolo, "Madonna", opera documentata a Madrid.
- XVIII secolo, "Putti musici".
- XVIII secolo, "Angelo Custode".
- XVIII secolo, "Autoritratti".